# Райтман, Кэтрин
Кэтрин Райтман (англ. Catherine Reitman; род. 28 апреля 1981) — американо-канадская актриса, режиссёр и писатель. Наиболее известна как создатель, исполнительный продюсер, писатель и исполнительница главной роли в комедийном сериале CBC «Работающие мамы».

## Ранние годы
Райтман родилась в Лос-Анджелесе, Калифорния, в семье франко-канадской актрисы Женевьев Робер и словацкого-канадского режиссёра Айвана Райтмана. Её отец происходил из еврейской семьи, а мать обратилась в иудаизм. У неё есть сестра Кэролайн и брат Джейсон, ставший режиссёром. Она посещала Cate School и изучала актёрское мастерством в университете Южной Калифорнии.

## Карьера
В январе 2011 года Райтман запустила YouTube-шоу Breakin' It Down с Кэтрин Рейтман, которое просуществовало до июля 2013 года.
Рейтман снялась в телесериале The Real Wedding Crashers, основанном на популярном фильме «Незваные гости». Она снялась в фильмах «Немножко беременна» (2007) и «Люблю тебя, чувак» (2009). У неё также были роли в сериалах «В Филадельфии всегда солнечно», «Как я встретил вашу маму», «Черноватый», «Дурман» и других.
В 2016 году Райтман вместе со своим мужем основала компанию Wolf & Rabbit Entertainment ULC для создания ситкома «Работающие мамы». Это сериал получил пять номинаций на канадскую премию Canadian Screen Awards в 2017 году.

## Личная жизнь
Райтман замужем за Филиппом Штернбергом, у пары двое детей.